# Le Dictionnaire du cinéma québécois
Le Dictionnaire du cinéma québécois est un ouvrage proposant un inventaire qui se veut le plus précis possible du cinéma du Québec, il a été dirigé d'abord par Michel Coulombe et Marcel Jean. Au fil des éditions, le dictionnaire a changé de maison d'édition et Marcel Jean est l'unique auteur de la plus récente édition..

## Chronologie des différentes différentes éditions du Dictionnaire
Un premier ouvrage posant de documenter le cinéma québécois est publié chez Fides en 1978. Ce dictionnaire est dirigé par Michel Houle, historien du cinéma qui enseignait alors à l'Université de Montréal et Alain Julien, auteur et expert en cinéma,.
La première édition dirigée par Marcel Jean (alors professeur de cinéma et critique au quotidien Le Devoir) et Michel Couloube (alors directeur des Rendez-vous du cinéma québécois) parait chez les Éditions du Boréal en 1988 et est considérée comme un ouvrage de référence dans le domaine. Cette publication illustrée réunit 64 auteurs spécialisés qui ont collaboré à 650 entrées et 39 articles synthèses sur le cinéma québécois.
En 2006, un nouvelle édition du Dictionnaire parait chez Boréal toujours sous la direction de Michel Coulombe et Marcel Jean et compte alors 800 entrées rédigées par 74 auteurs spécialisés.
Dans son édition de 2014, publié chez Les Éditions Somme Toute, l'ouvrage compte plus de 1 200 entrées, rédigées par Marcel Jean et se veut un complément critique à l'édition de 2006.